# Spirorbis mirus
Spirorbis mirus är en ringmaskart som beskrevs av Lommerzheim 1979. Spirorbis mirus ingår i släktet Spirorbis och familjen Serpulidae. Inga underarter finns listade i Catalogue of Life.